# Tyrannus savana
Tyrannus savana е вид птица от семейство Tyrannidae.

## Разпространение
Видът е разпространен в Аржентина, Аруба, Белиз, Боливия, Бразилия, Венецуела, Гватемала, Гвиана, Еквадор, Колумбия, Коста Рика, Мексико, Никарагуа, Панама, Парагвай, Перу, Суринам, Тринидад и Тобаго, Уругвай, Френска Гвиана, Хондурас и Чили.